# Association sportive Mérignac rugby
Ne doit pas être confondu avec Sport athlétique bordelais rugby.
Maillots
Actualités
L’Association sportive Mérignac rugby, parfois désigné sous ses formes abrégées AS Mérignac ou Mérignac Rugby, est un club français de rugby à XV basé à Mérignac en Gironde, créé en 1972. Il évolue en Championnat de France de rugby à XV de 2e division fédérale en 2024-2025.

## Histoire

### Prémices sportifs à Mérignac
Le Stade amical mérignacais omnisports est fondé en 1892.
En 1958, un autre club de l'agglomération bordelaise, le Sport athlétique bordelais rugby, devient le Sport athlétique Bordeaux Mérignac après avoir déménagé pour les installations sportives de la ville de Mérignac.

### Fondation d'une équipe de rugby au sein du Sport athlétique mérignacais
Le 4 février 1972, le Stade amical mérignacais omnisports, le Sport athlétique bordelais rugby, l'équipe de hockey sur gazon de La Vie au grand air du Médoc, et la structure omnisports du Patronage laïque Jules Ferry, se rassemblent en un seul club omnisports : le SA Mérignac absorbe ainsi les trois autres associations sportives. La section rugby évolue alors au plus haut niveau, en première division groupe A en 1972-73, puis en 1975-76.
Pour ses dernières saisons en groupe B dans les années 1990, Mérignac disposait d'une effectif de qualité avec notamment Balie Swart, Christophe Laussucq, Philippe Berbizier, Bernard Lacombe, Laurent Seigne, Christophe Milhères, Serge Simon ou encore l'ouvreur canadien Gareth Rees et l'équipe était entraînée par Michel Couturas venu d'Agen mais ne parvient toutefois pas à rejoindre l'élite, non qualifié pour les phases finales en 1992 et en 1993 puis battu en huitième de finale par le Paris UC 24-14 en 1994. 

### Indépendance de la section rugby
En juin 1998, la section rugby se désolidarise du SAM et se reforme sous le nom d'Association sportive Mérignac rugby.
En 2003-2004, l’AS Mérignac rugby évoluait en Fédérale 3 avant de redescendre en championnat régional ou elle évoluera jusqu'en 2011-2012 avant de remonter en Fédérale.
En 2017-2018, il termine 9e de la poule 8 de Fédérale 3.
Lors de la saison 2021-2022, après deux saisons marquées par la pandémie du Covid-19, les Mérignacais se qualifient en phases finales de Fédérale 3. Ils s'imposent en 32èmes de finale face aux Bretons de Plouzané, avant de valider leur accession à l'échelon supérieur face au CS Lédonien. Ils se qualifient donc en 8èmes de finale, synonyme de montée en Fédérale 2 et s'inclinent à ce stade de la compétition face à Bon Encontre.
Pour leur première saison en Fédérale 2 (2022-2023), l'AS Mérignac termine 5ème de la poule 7 et se qualifie en barrages où ils affrontent les Landais de Rion Morcenx. Malheureusement ils ne parviendront pas à s'imposer face à l'un des futurs promus en Fédérale 1.

## Identité visuelle

### Couleurs et maillots
Les couleurs du club sont le bleu et le rouge.

### Logo
Le club adopte un nouveau logo en 2023.

Évolution du logo
Ancien logo.
Ancien logo abandonné en 2013.
Logo de 2013 à 2023.
Logo instauré en 2023.

## Palmarès
- Championnat de France première division[note 1] :
  - 16e de finaliste (3) : 1974, 1975 et 1977

- Championnat de Cote d'Argent :
  - Champion Honneur 2010-2011
  - Champion Honneur réserve 2007-2008, 2008-2009, 2009-2010, 2010-2011

- Autres championnats et compétitions :
  - Finaliste Challenge des Provinces 1995, juniors Reichel (Montpellier 35 Merignac 12)
  - Champion Cote d'Argent Juniors Balandrade 2015-2016
  - Finaliste Sud Ouest Juniors Balandrade 2015-2016
  - Champion Sud Ouest Cadet Teuliere A 2014-2015

## Personnalités du club

### Joueurs et entraineurs emblématiques
- Philippe Berbizier 1991-1994
- André Berthozat 1982-1983
- Balie Swart 1990-1991
- Michel Couturas (Ent) 1991-1993
- Christian Laussucq (Ent) 1990-1992
- Christophe Laussucq 1991-1994
- Bernard Lacombe 1992-1995
- Christophe Milhères 1993-1994
- Russo Patrick
- Diaz Daniel 1982-1984
- Diaz Fabien 1981-1985
- Gareth Rees 1992-1993
- Laurent Seigne 1992-1994
- Serge Simon 1993-1994
- Jean Trillo

### Présidents
- ????-???? : Fernand Sampieri
- 1972-1977 : Bernard Lemaître[4],[note 2]
- ????-???? : Jacques Cazaban
- ????-???? : Bernard Dougados
- ????-???? : Christian Blousson
- ????-???? : Célestin Appouey
- ????-???? : Jean Emmanuel Bagen
- ????-???? : Bernard Cazeneuve
- ????-???? : Bernard Thonier
- ????-???? : Jean Pierre Baillage
- ????-???? : Bernard Cazeneuve
- ????-???? : Dominique Loustaunau / Franck Taillefer
- ????-2024 : David Darquier
- 2024-???? : David Darquier et Jérôme Mercadier

### Entraineurs
- - 2008-2009 : Ludovic Michaud / Christophe Darguence
  - 20092010 : Ludovic Michaud / Christophe Darguence
  - 2010-2011 : François Cantet / Richard Dubos
  - 2011-2012 : Pascal Gomez / Richard Dubos
  - 2012-2013 : Thomas Paratge / Loic Braconnier
  - 2013-2014 : Thomas Paratge / Loic Braconnier
  - 2014-2015 : Thomas Paratge / Loic Braconnier
  - 2015-2016 : Thomas Paratge
  - 2016-2017 : Thomas Paratge / Laurent Ferreres
  - 2017-2018 : Boris Julie / Laurent Ferreres
  - 2018/2019 : Sébastien Allard / Arnaud Dwoinikoff / Borie Julie
  - 2019/2020 : Sébastien Allard / Arnaud Dwoinikoff / Borie Julie
  - 2020/2021 (Covid) : Arthur Chollon / Christophe Rouchaleou
  - 2021-2022 : Arthur Chollon / Sébastien Papin / Bastien Fitte
  - 2022-2023 : Arthur Chollon / Sébastien Papin / Bastien Fitte
  - 2023-2024 : Arthur Chollon / Sébastien Papin / Bastien Fitte
  - 2024-2025 : Arthur Chollon / Bastien Fitte